# Iglesia del Carmen (La Paz)
La Iglesia del Carmen se ubica en la ciudad de La Paz, Bolivia. Fue fundada en el año 1718. Destaca su fachada barroca con columnas lisas y capiteles labrados por dos filas de hojas de acanto.
La iglesia es de una sola nave con bóveda de cañón. Su falsa bóveda es de estilo gótico, lo que contrasta con el resto, de estilo barroco. Posee tres retablos; el central tiene una decoración sencilla y los laterales muestran columnas de ornamentación recargada. El sagrario de plata data de finales del siglo XVII. En aquella época el templo tenía un edificio anexo que era utilizado como convento.
La iglesia y su convento fueron edificados sobre los terrenos que cedió el maestre de campo vizcaíno Sebastián Pedro Arraya en 1717. 
Durante el siglo XVIII la iglesia se encontraba en la parte española de la ciudad, entre los más conocidos asiduos a este templo figuraban personajes como Manuel Tomás Franco y la Marquesa de Haro, quien tenía reservado un lugar en el presbiterio. 
Es conocida la procesión de la figura de la Virgen del Carmen cada 16 de julio desde la catedral hasta esta iglesia, este acto se desarrolla desde la fundación de la iglesia hasta la actualidad.